# Fuga dal pianeta Terra
Fuga dal pianeta Terra (Escape from Planet Earth) è un film d'animazione del 2013 diretto da Cal Brunker. Commedia fantascientifica che ha come protagonisti del cast vocale Brendan Fraser, Rob Corddry, Sarah Jessica Parker, Ricky Gervais e Jessica Alba, è stato prodotto dalla Rainmaker Entertainment ed è il primo film dello studio ad essere distribuito nei cinema.

## Trama
Sul pianeta Baab l'astronauta Scorch Supernova è un eroe nazionale. Maestro di audacia nelle missioni più pericolose, Scorch riesce a compiere prodezze incredibili grazie al silenzioso aiuto del fratello Gary, responsabile delle missioni alla BASA.
Quando il capo della BASA Lena informa i fratelli di un S.O.S. arrivato da un pianeta notoriamente pericoloso, Scorch decide di agire per conto suo e rifiuta i consigli datigli dal fratello. A causa di questa sua leggerezza l'astronauta si trova coinvolto in una trappola del malvagio generale Shanker e Gary decide di raggiungere la Terra per salvare suo fratello, la moglie e il figlio. Al suo arrivo, l'alieno viene catturato dai terrestri e condotto nell'Area 51. Qui fa amicizia con un gruppo di compagni di cella e inizia a progettare un piano per evadere da quella prigione.

## Produzione
Il regista del film Cal Brunker, al suo debutto alla regia di un film cinematografico, aveva in precedenza lavorato come storyboarder per Ortone e il mondo dei Chi e Cattivissimo me. Gli sceneggiatori Cory Edwards e Tony Leech invece avevano già diretto e scritto il film Cappuccetto Rosso e gli insoliti sospetti.

## Distribuzione
Il primo trailer ufficiale del film è stato distribuito da The Weinstein Company il 2 novembre 2012.
Il film è stato proiettato in anteprima assoluta nei cinema statunitensi a partire dal 15 febbraio 2013.
In Italia è stato distribuito il 28 aprile 2016 da 01 Distribution con tre anni di ritardo.